# Cavalier (North Dakota)
 For alternative betydninger, se Cavalier. (Se også artikler, som begynder med Cavalier)
Cavalier er en amerikansk by og administrativt centrum for det amerikanske county Pembina County i staten North Dakota. I 2000 havde byen et indbyggertal på 1.537.
48°47′43″N 97°37′24″V / 48.7953°N 97.6233°V